# Charlie Birmingham
Charlie Birmingham (24 tháng 8 năm 1922 – 1 tháng 1 năm 1993) là một cầu thủ bóng đá người Anh, thi đấu ở vị trí tiền đạo tầm xa ở Football League cho Tranmere Rovers.